# Árpád Duka-Zólyomi
Árpád Duka-Zólyomi (8. května 1941, Bratislava – 26. července 2013) byl slovenský fyzik, pedagog a politik maďarské národnosti.

## Biografie
Vystudoval reaktorovou fyziku na Fakultě technické a jaderné fyziky ČVUT v Praze. V letech 1968 až 1976 působil jako vysokoškolský pedagog na Univerzitě Komenského v Bratislavě, v letech 1976 až 1989 v SSSR jako vědecký pracovník SÚJV Dubno. Je autorem či spoluautorem asi 80 publikací v oblasti neutronové fyziky, radioaktivity a štěpení jader.
V letech 1991 až 1998 byl prvním místopředsedou hnutí Suožití. V letech 1992 až 2004 poslancem slovenského parlamentu zastupující maďarskou menšinu. Od roku 2004 byl poslancem Evropského parlamentu za SMK-MKP, kde působil v skupině Evropské lidové strany.